# БМК-90
БМК-90 — буксирно-моторный катер.

## Техническое описание
Катер представляет собой одновинтовой речной буксир, имеющий два открытых отделения – носовое и кормовое.

В качестве двигателя используется автомобильный мотор ЗИС-120 с коробкой передач или с соосным реверс-редуктором приспособленный для работы на катере.
Катер по суше перевозится на специальном прицепе ПБМК-90, а также может перевозиться на автомобилях и прицепах с простейшим оборудованием.
БМК-90 предназначен для обслуживания тяжелых понтонных парков и используется в качестве буксировочного средства, а также для выполнения различных вспомогательных работ на переправах.

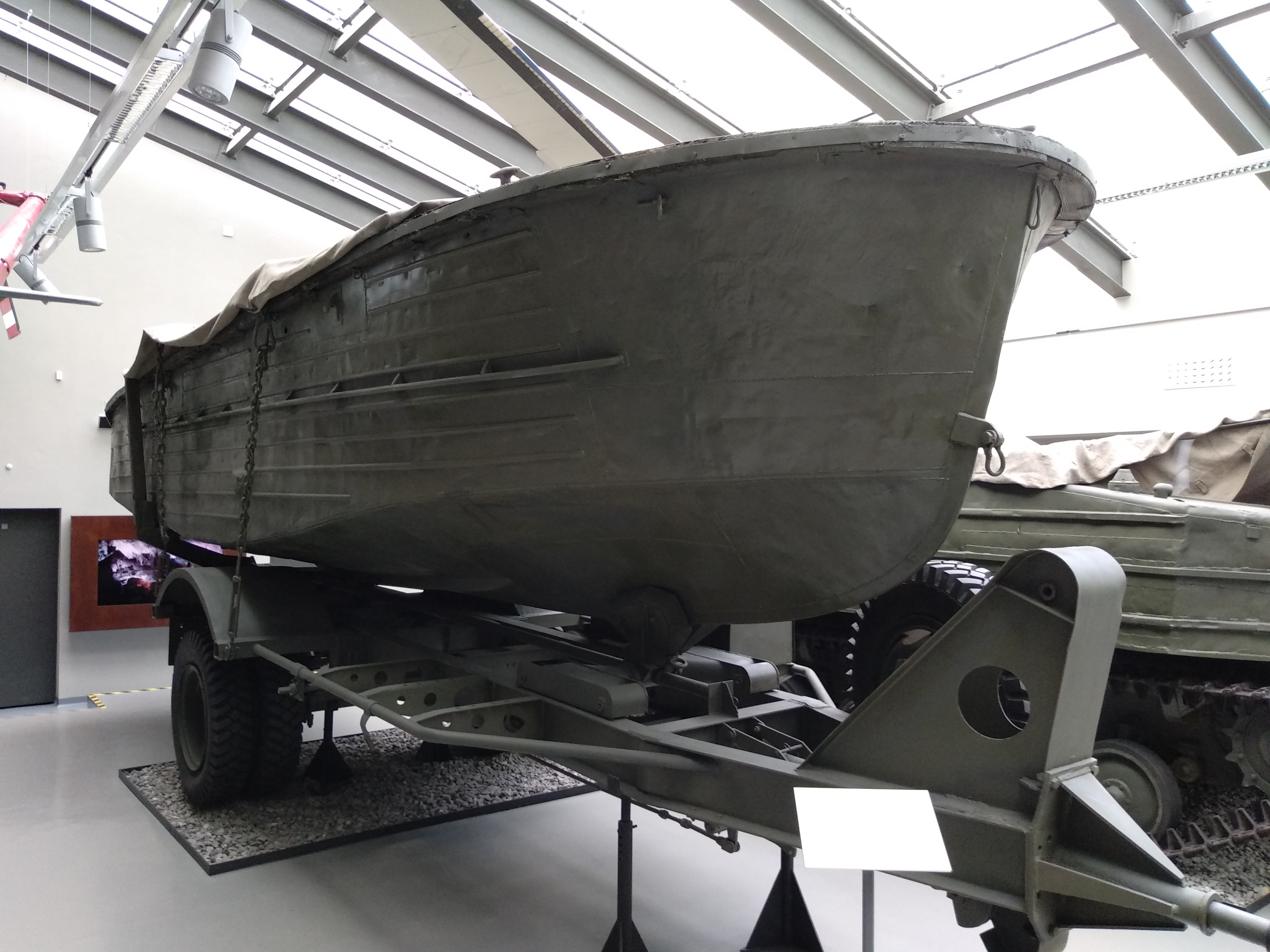
БМК-90 спереди
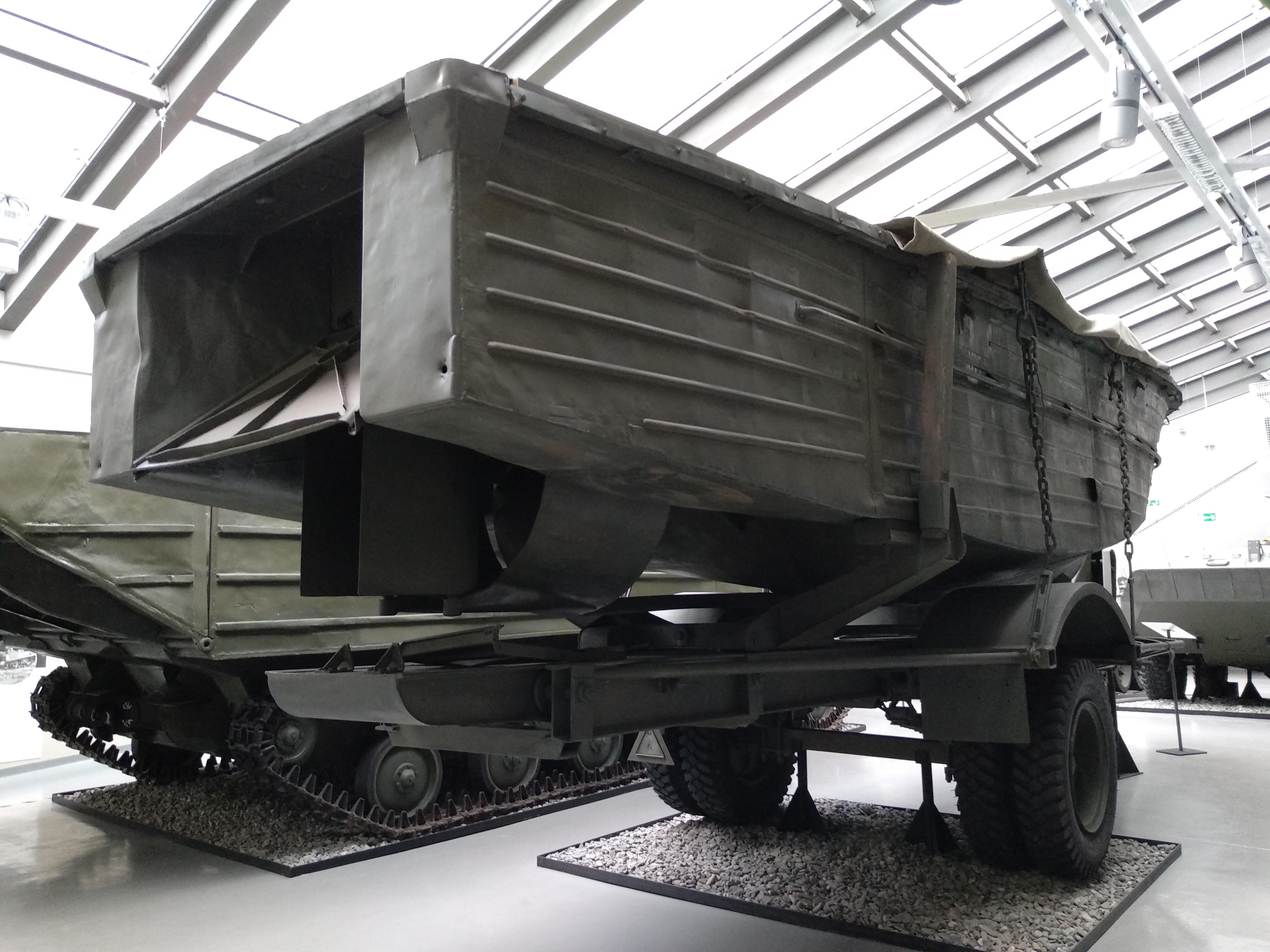
БМК-90 сзади
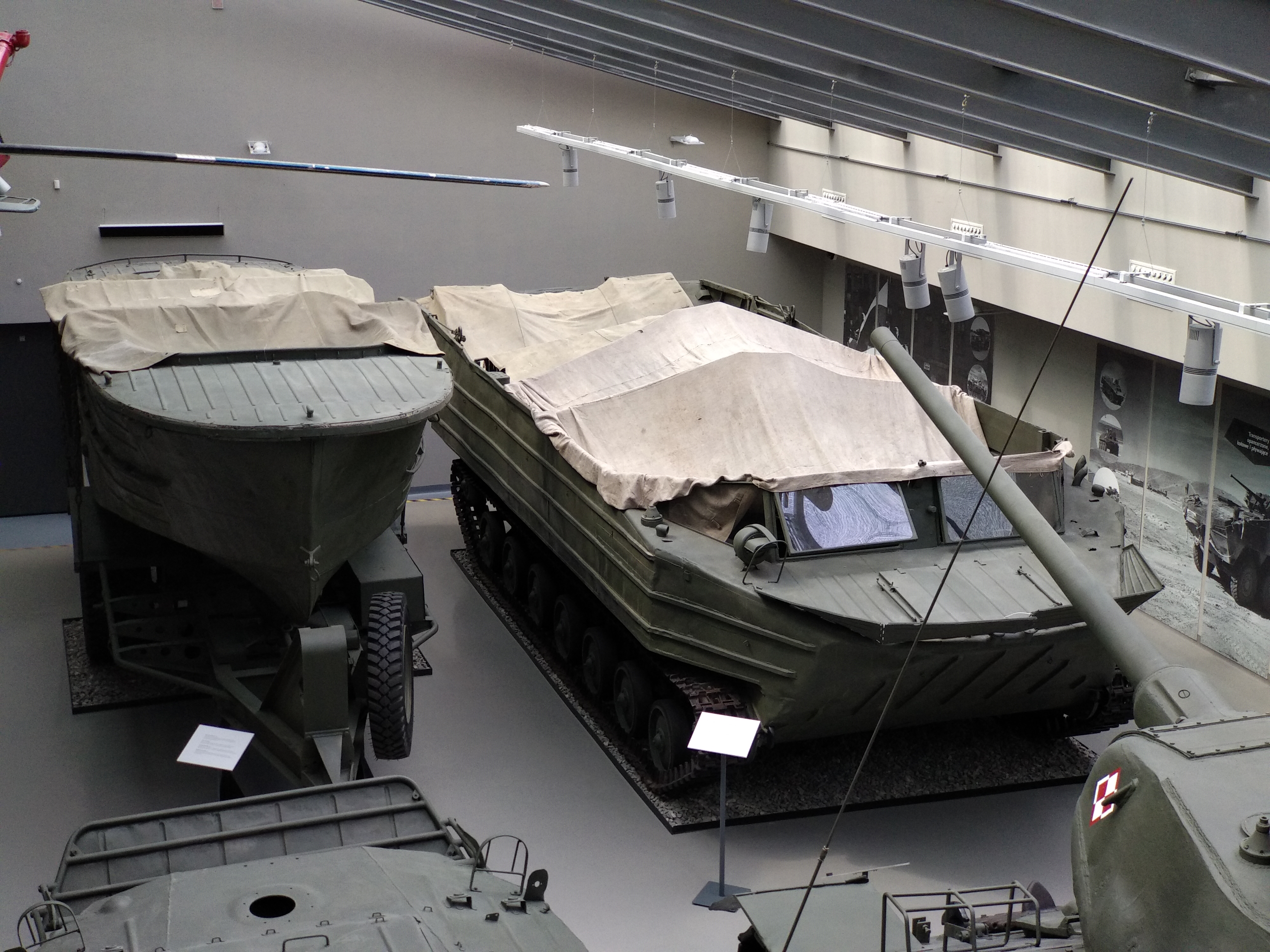
БМК-90 сверху

## Эксплуатация (боевое применение)
Буксирно-моторный катер БМК-90 входил в состав понтонных парков: ТМП, ТПП, ПМП.